# Deutsches Bundesheer (Confederazione germanica)
L'Esercito della Confederazione tedesca (in tedesco Deutsches Bundesheer) era una forza militare composta da soldati provenienti da diversi Stati membri della confederazione tedesca il cui obiettivo principale era quello di difendere gli stati delle confederazione contro i nemici esterni. Nello specifico, era diretto contro la Francia che in passato aveva invaso ripetutamente l'antico Sacro Romano Impero. Anche la Russia era una minaccia, a causa delle sue posizioni panslaviste che mettevano in discussione il dominio austriaco nelle nazioni slave del suo impero. Non era previsto il caso di guerra tra gli Stati membri, come nella guerra dei ducati del 1864,che vide contrapposti la Confederazione germanica in particolare il Regno di Prussia e l'Impero austriaco al Regno di Danimarca, conflitto nel quale il re di Danimarca era anche membro della Confederazione per il suo titolo di duca di Holstein. La guerra austro-prussiana del 1866 che vide affrontarsi i due principali stati membri per il dominio sulla confederazione, terminata con la sconfitta austriaca, portò alla dissoluzione dell'esercito federale.
Alla prova dei fatti l'esercito della confederazione tedesca fu un fallimento. La sconfitta del 1866 era prevedibile: solo una parte delle truppe veniva mobilitata e non tutte le truppe mobilitate venivano portate in combattimento o lo fecero con riluttanza. L'addestramento militare era carente e non poteva competere con quello delle truppe prussiane altamente motivate e altamente coordinate. Un altro motivo del fallimento deriva dal fatto che i principi dei piccoli Stati non potevano contribuire a sostenere questo esercito, principalmente per ragioni di bilancio e per la giurisdizione militare indipendente degli Stati.

## Composizione
Nel 1835 l'Esercito della Confederazione tedesca contava su 303.484 uomini provenienti dai seguenti stati:
| Estados                           | Corpo                                                   | Totale | Cacciatori   | Fanteria | Cavallería | Artiglieria | Ingegneri  | Cannoni |
| --------------------------------- | ------------------------------------------------------- | ------ | ------------ | -------- | ---------- | ----------- | ---------- | ------- |
| Impero austriaco                  | I.,II.,III. Armeekorps                                  | 94.826 | 3.675        | 69.826   | 13.546     | 6.827       | 948        | 192     |
| Regno di Prussia                  | IV.,V.,VI. Armeekorps                                   | 79.234 | 3.071        | 58.347   | 11.319     | 5.705       | 792        | 160     |
| Regno di Baviera                  | VII. Armeekorps                                         | 35.600 | 1.380        | 26.215   | 5.068      | 2.563       | 356        | 72      |
| Regno di Württemberg              | VIII. Armeekorps (parte)                                | 13.955 |              | 10.826   | 1.994      | 1.145       |            | 18      |
| Granducato di Baden               | VIII. Armeekorps (parte)                                | 10.000 |              | 7.751    | 1.429      | 820         |            | 20      |
| Granducato d'Assia                | VIII. Armeekorps (parte)                                | 6.195  |              | 4.820    | 885        | 508         |            | 12      |
| Regno di Sassonia                 | IX. Armeekorps (parte)                                  | 31.679 | 1.168        | 23.369   | 4.308      | 2.473       | 301        | 60      |
| Langraviato d'Assia-Kassel        | IX. Armeekorps (parte)                                  | 5.679  |              | 4.402    | 812        | 466         |            | 10      |
| Ducato di Nassau                  | IX. Armeekorps (parte)                                  | 4.039  |              | 3.721    |            | 318         |            | 8       |
| Lussemburgo                       | Protezione della fortezza di Lussemburgo                | 2.556  |              | 1.981    | 365        | 210         |            | 4       |
| Regno di Hannover                 | X. Armeekorps (parte)                                   | 13.054 |              | 10.118   | 1.865      | 1.071       | 217        | 26      |
| Ducato di Sassonia-Lauenburg      | X. Armeekorps (parte)                                   | 3.600  | 1. Bataillon | 2.791    | 514        | 295         | 1 Kompanie | 6       |
| Ducato di Brunswick               | X. Armeekorps (parte)                                   | 2.096  |              | 1.625    | 299        | 172         |            | 4       |
| Ducato di Meclemburgo-Schwerin    | X. Armeekorps (parte)                                   | 3.580  |              | 2.775    | 511        | 294         |            | 6       |
| Ducato di Meclemburgo-Strelitz    | X. Armeekorps (parte)                                   | 718    |              | 588      | 71         | 59          |            |         |
| Graducato di Oldenburgo           | X. Armeekorps (parte)                                   | 2.800  |              | 2.621    |            | 179         |            | 4       |
| Lübeck, Brema, Amburgo            | X. Armeekorps (parte)                                   | 2.190  |              | 1.699    | 312        | 179         |            | 4       |
| Sassonia-Altenburg                | 1. Bataillon der Reservedivision                        | 982    |              | 982      |            |             |            |         |
| Ducato di Sassonia-Coburgo-Gotha  | 2. Bataillon der Reservedivision                        | 1.366  |              | 1.366    |            |             |            |         |
| Ducato di Sassonia-Meiningen      | 3. Bataillon der Reservedivision                        | 1.150  |              | 1.150    |            |             |            |         |
| Ducato di Sassonia-Weimar         | 4. + 5. Bataillon der Reservedivision                   | 2.010  | 300          | 1.710    |            |             |            |         |
| Anhalt-Dessau                     | 6. + 7. Bataillon der Reservedivision (parte)           | 529    |              | 529      |            |             |            |         |
| Anhalt-Köthen                     | 6. + 7. Bataillon der Reservedivision (parte)           | 325    |              | 325      |            |             |            |         |
| Anhalt-Bernburg                   | 6. + 7. Bataillon der Reservedivision (parte)           | 370    |              | 370      |            |             |            |         |
| Assia-Homburg                     | 6. + 7. Bataillon der Reservedivision (parte)           | 200    | 200          |          |            |             |            |         |
| Schwarzburg-Rudolstadt            | 10. Bataillon der Reservedivision (parte)               | 539    |              | 539      |            |             |            |         |
| Schwarzburg-Sondershausen         | 10. Bataillon der Reservedivision (parte)               | 351    |              | 351      |            |             |            |         |
| Hohenzollern-Sigmaringen          | 11. Bataillon der Reservedivision (parte) (2 Kompanien) | 356    |              | 356      |            |             |            |         |
| Hohenzollern-Hechingen            | 11. Bataillon der Reservedivision (parte) (1 Kompanie)  | 155    |              | 155      |            |             |            |         |
| Liechtenstein                     | 11. Bataillon der Reservedivision                       | 55     |              | 55       |            |             |            |         |
| Principato di Reuss linea cadetta | 12. Bataillon der Reservedivision (parte)               | 223    |              | 223      |            |             |            |         |
| Principato di Reuss-Greiz         | 12. Bataillon der Reservedivision (parte)               | 522    |              | 522      |            |             |            |         |
| Francoforte sul Meno              | Guardia del quartier generale                           | 400    |              | 400      |            |             |            |         |

## Trattato di costituzione dell'Esercito della Confederazione
Le discussioni preliminari iniziate nel 1818 riguardanti una costituzione militare furono concluse con successo con la decisione dell'Assemblea federale del 9 aprile 1821 sui piani generali. Contenevano 24 articoli che sarebbero stati validi fino al 1866:
- La partecipazione di tutti gli stati nell'esercito con un contingente predefinito corrispondente.
- Formazione di un contingente in tempi di pace.
- Costante addestramento e costituzione di forze di riserva addestrate.
- La nomina di comandanti dei contingenti, nei contingenti degli stessi stati. Nelle unità militari formate da truppe di diversi stati, doveva essere raggiunto un accordo tra gli stati su questo argomento.
- Giurisdizione militare indipendente dei paesi membri.
- Il comandante in capo doveva essere nominato solo in caso di guerra ed era responsabile nei confronti del Bundestag.
- Il dominio di uno stato rispetto ad altri doveva essere evitato.

Le linee guida più precise, divise in 94 paragrafi, vennero votate da un piccolo comitato (Engeren Rat) il 12 aprile 1821. Nel trattato venivano specificati l'organizzazione delle truppe, l'armamento, la mobilitazione e la formazione delle truppe.
Le fortificazioni sono state oggetto di un trattato separato l'11 luglio 1822.
Con le unioni personali, alcuni sovrani erano allo stesso tempo il capo di uno stato della confederazione e di uno stato straniero. Questo era, per esempio, il caso del re di Danimarca che era allo stesso tempo duca di Holstein e duca di Sassonia-Lauenburg, o del re dei Paesi Bassi che era il granduca di Lussemburgo e duca di Limburgo e, infine, del re d'Inghilterra, che detenne anche la corona di Hannover fino al 1837.

## Organizzazione
L'esercito era costituito da tutte le armi all'epoca esistenti dalla fanteria (inclusi i cacciatori), dalla cavalleria (con tutte le sue specialità), dall'artiglieria e dagli ingegneri. Restano dubbi che l'esercito abbia raggiunto la piena efficienza, specialmente nei contingenti degli stati più piccoli, a causa della mancanza di fondi. Solo in Prussia all'epoca esisteva un servizio militare obbligatorio generale, mentre negli altri stati il sistema di reclutamento veniva praticato principalmente con scambi e sostituzioni. In alcuni eserciti c'erano persino truppe mercenarie.